# Derek Barnett
Derek Anthony Barnett (Nashville, 25 giugno 1996) è un giocatore di football americano statunitense che milita nel ruolo di defensive end per gli Houston Texans della National Football League (NFL).

## Carriera universitaria
Barnett al college giocò a football con i Tennessee Volunteers dal 2014 al 2016. Il 30 dicembre 2016, durante il Music City Bowl superò il record dell'istituto di 32 sack precedentemente detenuto da Reggie White.

## Carriera professionistica

### Philadelphia Eagles
Il 27 aprile 2017, Barnett fu scelto come 14º assoluto nel Draft NFL 2017 dai Philadelphia Eagles. Debuttò come professionista subentrando nella gara del primo turno contro i Washington Redskins mettendo a segno 2 tacke. Dopo avere fatto registrare il primo sack condiviso nel settimo turno, sette giorni dopo ne mise a segno due nella gara vinta contro i San Francisco 49ers. La sua prima stagione si chiuse al quinto posto tra i debuttanti con 5 sack, venendo inserito nella formazione ideale dei rookie dalla Pro Football Writers of America. Il 4 febbraio 2018 vinse il Super Bowl LII contro i New England Patriots, risultando decisivo nel finale di gara recuperando un fumble di Tom Brady forzato dal compagno Brandon Graham e impedendo il tentativo di rimonta avversario.
Nella prima partita della stagione 2022 Barnett si ruppe il legamento crociato anteriore, perdendo il resto dell'annata.
Barnett fu svincolato il 24 novembre 2023.

### Houston Texans
Il 27 novembre 2023 Barnett firmò con gli Houston Texans. Chiuse la stagione regolare 2023 con sei presenze, di cui quattro come titolare, facendo registrare 2,5 sack e un passaggio deviato. Nel primo turno di playoff mise a segno un altro sack nella vittoria sui Cleveland Browns.
Il 1º aprile 2024 Barnett riformò con i Texans. Nell'ultimo turno disputò la prima gara stagionale come titolare, facendo registrare un sack e recuperando un fumble dei Tennessee Titans che ritornò per 36 yard in touchdown.

## Palmarès

### Franchigia
- Super Bowl : 1

Philadelphia Eagles: LII
- National Football Conference Championship: 2

Philadelphia Eagles: 2017, 2022

### Individuale
- PFWA All-Rookie Team - 2017